# Jorge Augusto de Nassau-Idstein

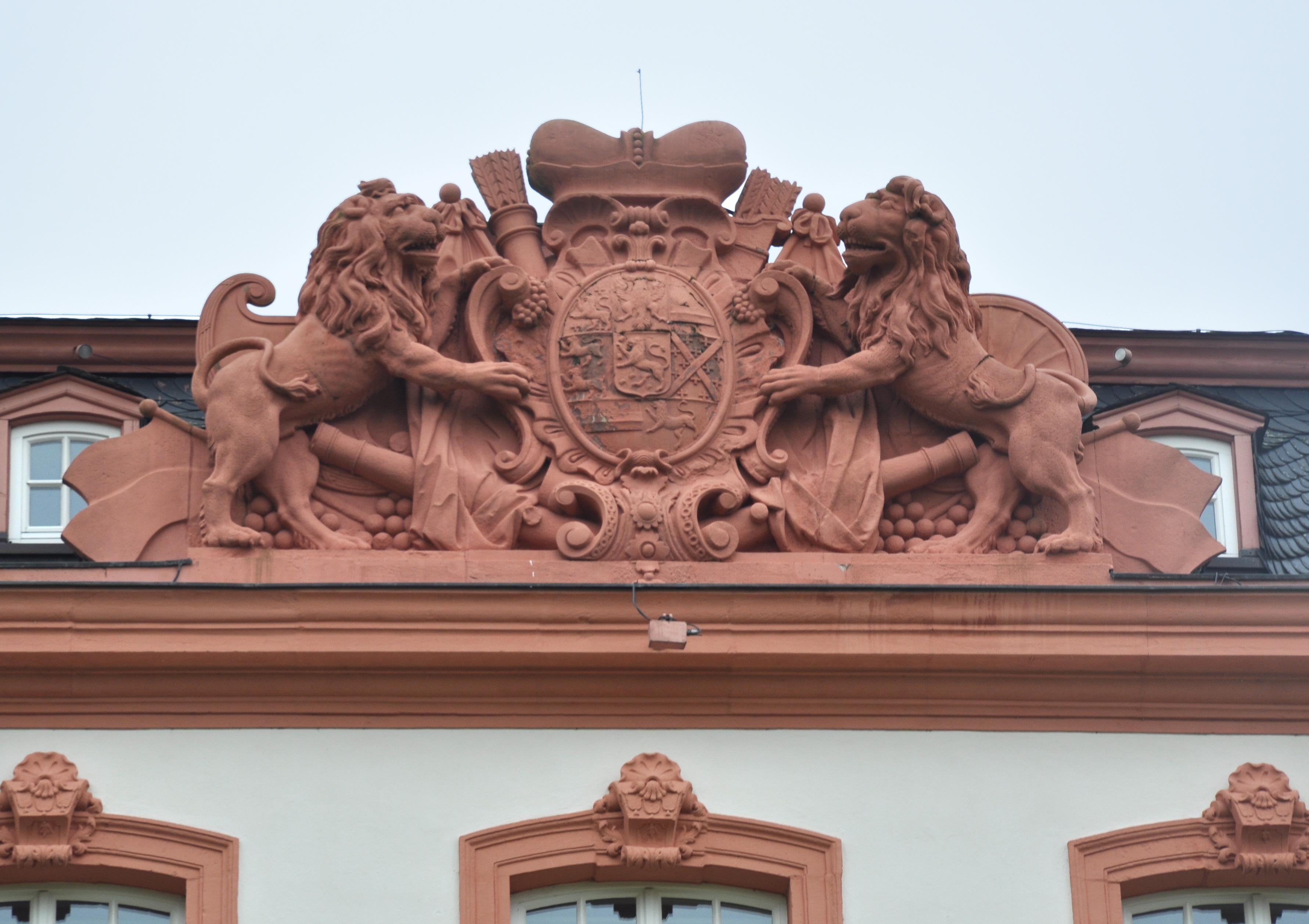
Escudo de Jorge Augusto en el Palacio de Biebrich.

Jorge Augusto Samuel de Nassau-Idstein (Idstein, 26 de febrero de 1665-Biebrich, 26 de octubre de 1721) fue conde de Nassau-Idstein desde 1677 y príncipe desde 1688 hasta su muerte. Vivió principalmente en Wiesbaden.

## Primeros años de vida
Jorge Augusto tenía solo 12 años de edad cuando su padre Juan murió en 1677. Dos regentes se hicieron cargo del gobierno: el Conde Gaspar de Leiningen-Dagsburg y el Conde Juan Augusto de Solms. Jorge Augusto estudió en Giessen, Estrasburgo y París, y más tarde en Inglaterra y Brabante. Durante su Grand Tour, visitó varias cortes europeas; estuvo particularmente impresionado por el Palacio de Versalles. En 1683, participó en la defensa de Viena durante el sitio y la batalla de Viena. Un año después, se convirtió en el conde reinante en su 18º cumpleaños. El 4 de agosto de 1688, el emperador Leopoldo I lo ascendió a Príncipe como recompensa por sus servicios en Viena, y también porque había pagado una gran suma de dinero.

### Descendencia
El 22 de noviembre, contrajo matrimonio con la Princesa Enriqueta Dorotea de Oettingen (Oettingen in Bayern, Alemania, 14 de noviembre de 1672-Wiesbaden, Alemania, 23 de mayo de 1728), una hija del Príncipe Alberto Ernesto I de Oettingen y Cristiana Federica de Wurtemberg. Tuvieron doce hijos, tres niños y nueve niñas. Sin embargo, dos de las niñas y los tres niños fallecieron en la primera infancia.
- Federico Ernesto (Idstein, 27 de agosto de 1689-ibíd. 21 de marzo de 1690), Príncipe heredero de Nassau-Idstein.
- Cristina Luisa (Idstein, 31 de marzo de 1691-Aurich, 13 de abril de 1723), Princesa de Nassau-Idstein, desposó el 23 de septiembre de 1709 al Príncipe Jorge Alberto de Frisia Oriental (8 de mayo de 1689-21 de octubre de 1734), hijo del Príncipe Cristián Everardo de Frisia Oriental y Eberardina Sofía de Oettingen-Oettingen.
- Carlota Eberardina (Idstein, 16 de julio de 1692-ibíd., 6 de febrero de 1693), Princesa de Nassau-Idstein.
- Enriqueta Carlota (Idstein, 9 de noviembre de 1693-Delitzsch, 8 de abril de 1734), Princesa de Nassau-Idstein, desposó el 4 de noviembre de 1711 al Duque Mauricio Guillermo de Sajonia-Merseburgo (Merseburgo, 5 de febrero de 1688-ibíd., 21 de abril de 1731).
- Leonor Carlota (Idstein, 28 de noviembre de 1696-ibíd., 8 de diciembre de 1696), Princesa de Nassau-Idstein.
- Albertina Juliana (Idstein, 29 de marzo de 1698-Castillo de Williamthal, Marksuhl, cerca de Eisenach, 9 de octubre de 1722), Princesa de Nassau-Idstein, desposó el 14 de febrero de 1713 al Duque Guillermo Enrique de Sajonia-Eisenach (Oranjewoud, 10 de noviembre de 1691-Castillo de Williamthal, cerca de Eisenach, 26 de julio de 1741), hijo del Duque Juan Guillermo III de Sajonia-Eisenach y la Princesa Amalia de Nassau-Dietz.
- Augusta Federica (Idstein, 17 de agosto de 1699-Kirchheim unter Teck, 8 de junio de 1750), Princesa de Nassau-Idstein, desposó el 17 de agosto de 1723 al Príncipe Carlos Augusto de Nassau-Weilburg (Weilburg, 17 de septiembre de 1685-ibíd., 9 de noviembre de 1753), hijo del Conde Juan Ernesto de Nassau-Weilburg y la Condesa María Polixena de Leiningen-Dagsburg-Hartenburg.
- Johannette Wilhelmine (Idstein, 14 de septiembre de 1700-Castillo de Brake, Lemgo, 2 de junio de 1756), Princesa de Nassau-Idstein, desposó el 16 de octubre de 1719 al Conde Simón Enrique Adolfo de Lippe-Detmold (Detmold, 25 de enero de 1694-ibíd. 12 de octubre de 1734), hijo del Conde Federico Adolfo de Lippe-Detmold y Juana Isabel de Nassau-Dillenburg-Schaumburg.
- Federico Augusto (Idstein, 30 de abril de 1702-ibíd. 30 de enero de 1703), Príncipe heredero de Nassau-Idstein.
- Guillermo Samuel (Idstein, 14 de febrero de 1704-ibíd., 4 de mayo de 1704), Príncipe heredero de Nassau-Idstein.
- Isabel Francisca (Idstein, 17 de septiembre de 1708-ibíd., 7 de noviembre de 1721), Princesa de Nassau-Idstein.
- Carlota Luisa (Idstein, 17 de marzo de 1710-Biebrich, 4 de noviembre de 1721), Princesa de Nassau-Idstein[3]

## Vida pública
La ciudad de Wiesbaden y todo el condado de Nassau-Idstein habían sufrido gravemente durante la Guerra de los Treinta Años y nuevamente durante la peste de 1675. Solo sobrevivieron unas pocas docenas de los 1800 habitantes originales. Bajo el reinado de Jorge Augusto ambos experimentaron un enorme auge. Inició varios proyectos constructivos. Completó el palacio residencial en Idstein, construyó el parque Herrengarten, el Parque de los Faisanes en Wiesbaden, un jardín al estilo francés a orillas del Rin en Biebrich y remodeló el Palacio de la Ciudad de Wiesbaden. Un pabellón en el jardín fue la única parte del futuro Palacio de Biebrich completada durante su tiempo en vida.
Jorge murió de viruela en agosto de 1721, al igual que sucedió con sus dos hijas menores.

## Legado
La mansión Georgenthal fue nombrada en su honor; la mansión Henriettenthaler Hof fue nombrada en honor a su mujer.

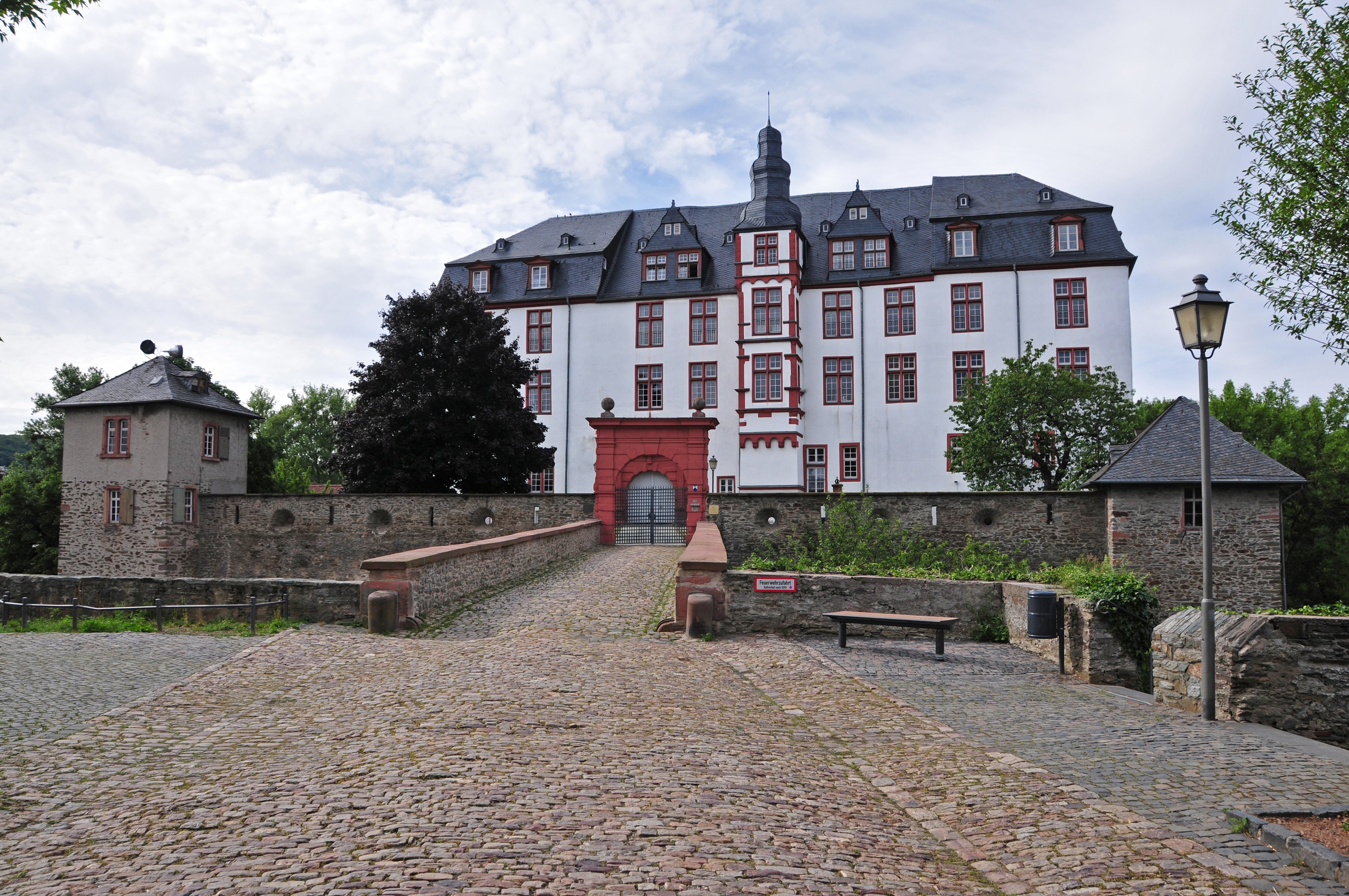
Residencia (Residenzschloss) en Idstein
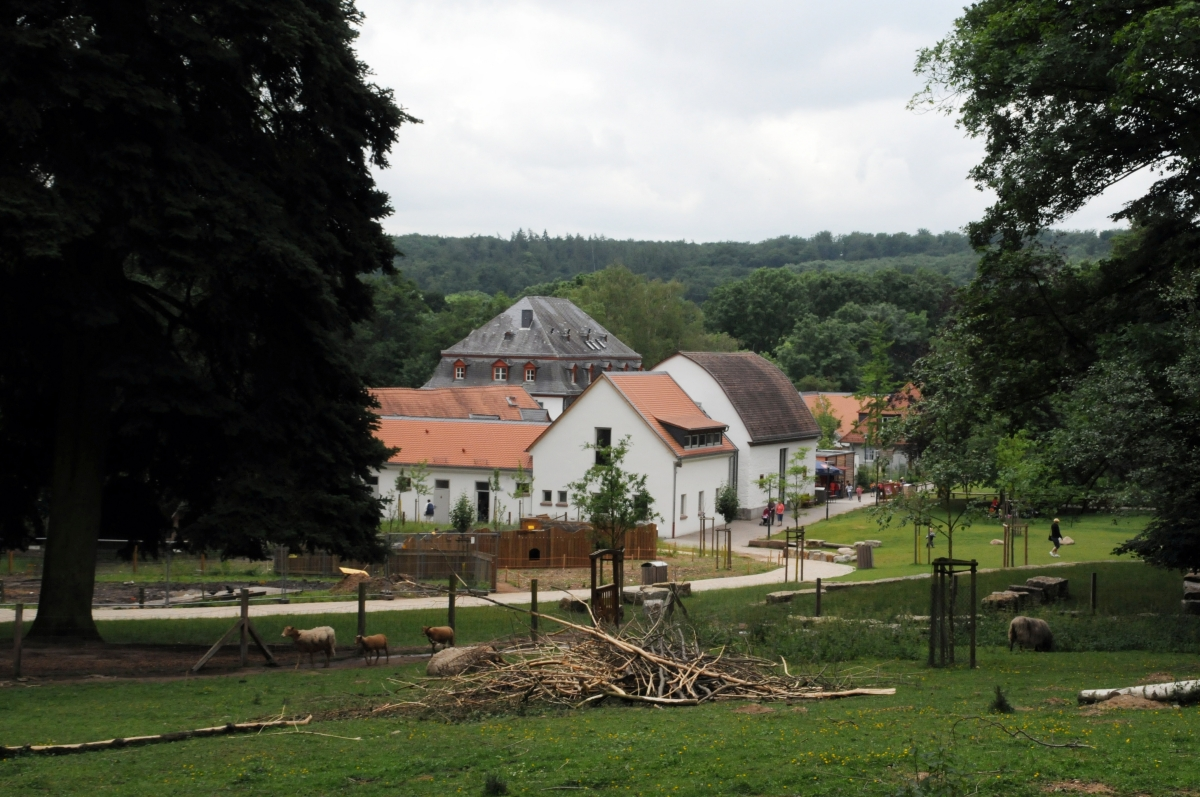
Faisanería en Wiesbaden
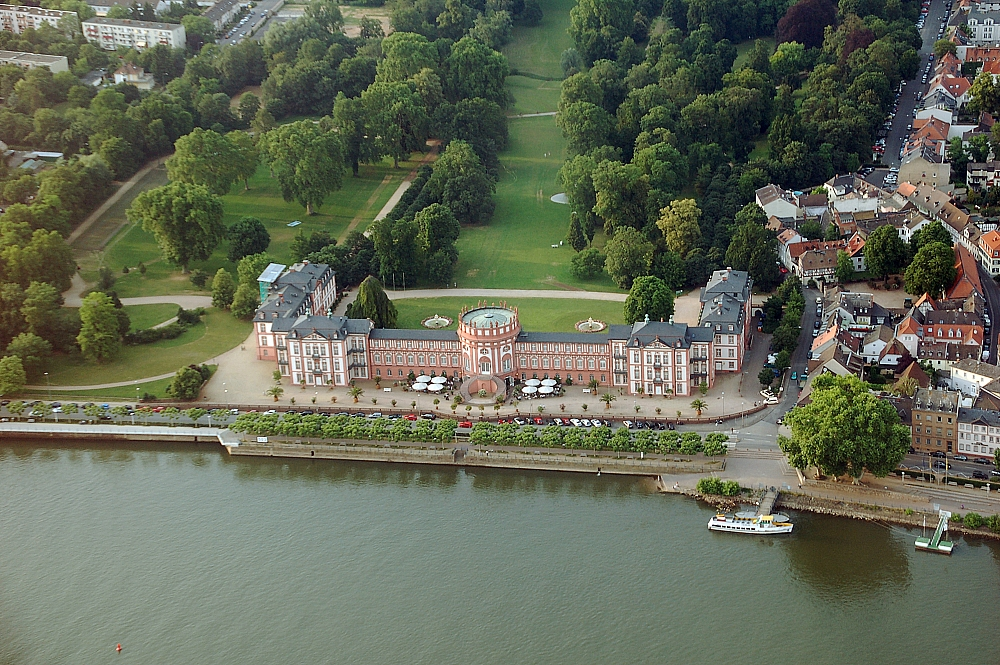
Palacio de Biebrich (Schloss Biebrich)
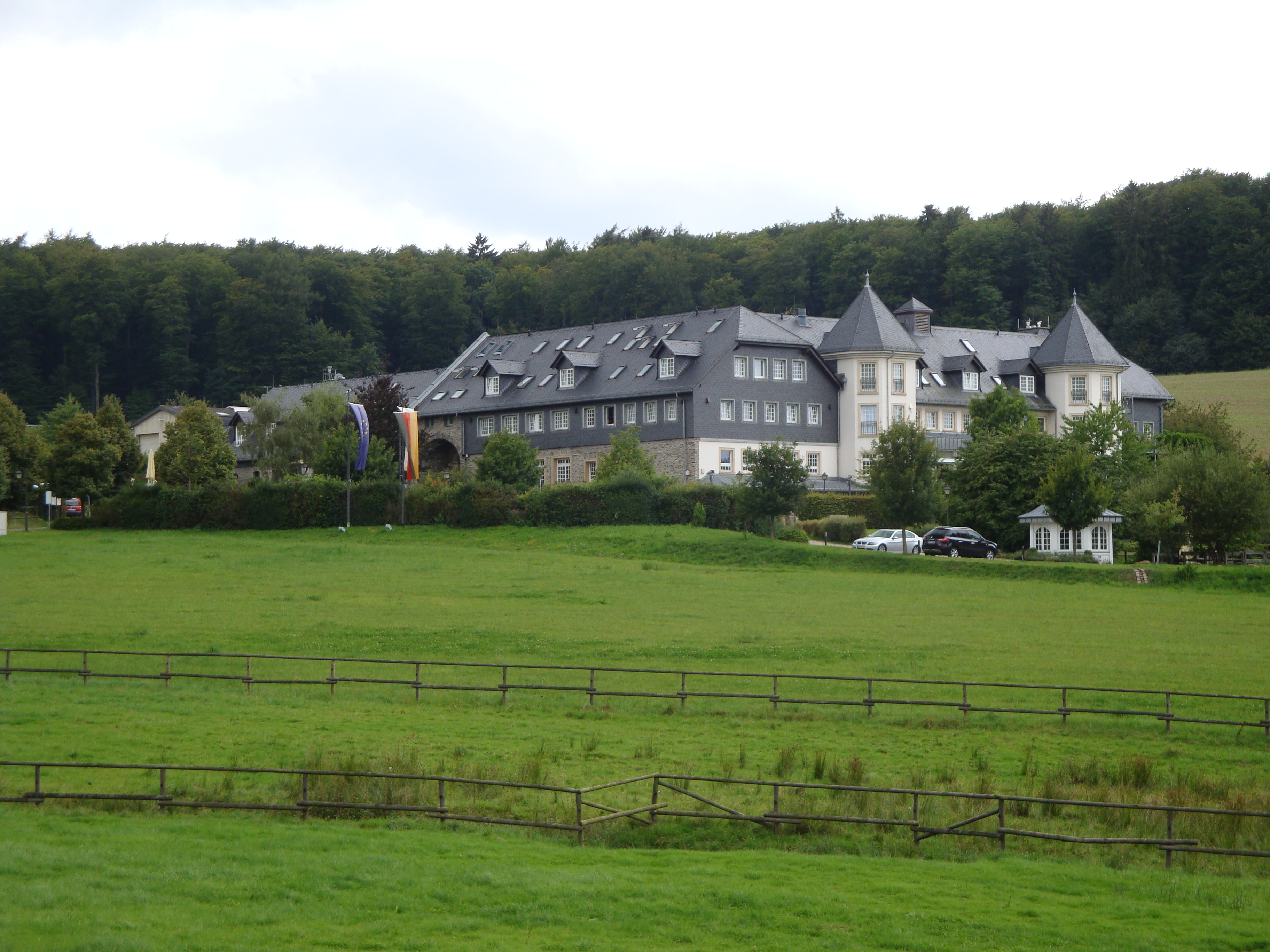
Mansión de Georgenthal